# إكسيميستان
إكسيميستان (بالإنجليزية: Exemestane) عقار يستخدم لعلاج سرطان الثدي، يعتمد على هورمون الاستروجين.لقد تمت الموافقة على دواء اكسيميستان لعلاج سرطان الثدي المتقدم وسرطان الثدي النقيلي وسرطان الثدي في مراحله المبكرة، كعلاج مكمل بعد سنتين أو ثلاث سنوات من العلاج بالتاموكسيفين (تاموكسيفين).

## طريقة الأستعمال
يعيق انزيم الاروماتاز (Aromatase)، الذي يشارك في المرحلة النهائية من إنتاج هورمون الاستروجين.
يحدث نتيجة لهذه الإعاقة انخفاض بمستوى هورمون الاستروجين في الجسم وضرر في نمو الخلايا السرطانية، التي تعتمد على هورمون الاستروجين.
ان دواء اكسيميستان (Exemestane) معد لعلاج النساء بعد انقطاع الطمث فقط.و يتم تناوله باقراص. (25 ملغ للقرص) ,قرص واحد في اليوم، ويجب التأكد على أوقات تناوله بشكل منتظم وثابت .ويثبت فعاليته عادة بعد حوالي أسبوع من تناوله.ويتم تناوله بعد الطعام ويتجنب شرب الكحوليات والمشروبات التي تحتوي على الكافيين .وذلك للحد من التأثيرات الجانبية الشائعة مثل: الهبات الساخنة والتعرق الزائد. لا يجب ايقاف استعمال الدواء دون استشارة الطبيب.

## اعراض جانبية
قد يؤثر هذا الدواء سلبا على سير الحمل والجنين.
ان دواء الاكسيميستان (Exemestane) غير معد لعلاج النساء الحوامل.
يجب الامتناع عن قيادة السيارات أو الاليات حتى تتضح ماهية تاثير الدواء، حيث من الممكن ان يسبب ضبابية في الرؤية (طمس).

## وصلات خارجية
- موقع ويب طب
- Aromasin official website
- Aromasin prescribing information